# New Man (bài hát của Ed Sheeran)
"New Man" là bài hát của ca sĩ nhạc sĩ người Anh Ed Sheeran, nằm trong album phòng thu thứ ba của anh mang tên ÷ (2017). Sau khi album ra mắt, bài hát đạt vị trí thứ 5 trên UK Singles Chart dù không phải đĩa đơn chính thức.

## Ý kiến phê bình
Taylor Weatherby của Billboard cho rằng đây là bài hát có lời nhạc "điên rồ nhất" trong ÷. Cô nhận xét rằng "Sheeran đã tìm ra cách để chèn cụm từ "bleached arsehole" vào bài hát, điều mà người ta không thể không nhắc đến."

## Xếp hạng
| Bảng xếp hạng (2017)                            | Vị trí cao nhất |
| ----------------------------------------------- | --------------- |
| Úc (ARIA)                                       | 20              |
| Áo (Ö3 Austria Top 40)                          | 28              |
| Canada (Canadian Hot 100)                       | 21              |
| Cộng hòa Séc (Singles Digitál Top 100)          | 12              |
| Denmark (Tracklisten)                           | 15              |
| France (SNEP)                                   | 83              |
| Trường songid là BẮT BUỘC CHO BẢNG XẾP HẠNG ĐỨC | 20              |
| Ireland (IRMA)                                  | 5               |
| Ý (FIMI)                                        | 40              |
| Hà Lan (Single Top 100)                         | 14              |
| Na Uy (VG-lista)                                | 18              |
| Slovakia (Singles Digitál Top 100)              | 14              |
| Thụy Điển (Sverigetopplistan)                   | 29              |
| Anh Quốc (OCC)                                  | 5               |
| Hoa Kỳ Billboard Hot 100                        | 72              |

## Chứng nhận
| Quốc gia                                                    | Chứng nhận | Số đơn vị/doanh số chứng nhận |
| ----------------------------------------------------------- | ---------- | ----------------------------- |
| Anh Quốc (BPI)                                              | Vàng       | 400.000‡                      |
| ‡ Chứng nhận dựa theo doanh số tiêu thụ và phát trực tuyến. |            |                               |